# Danica Seleskovitch
Danica Seleskovitch (* 6. Dezember 1921 in Paris; † 17. April 2001 in Cahors) war eine französische Konferenzdolmetscherin, Dozentin und Translationswissenschaftlerin. Sie begründete die Interpretative Übersetzungstheorie.

## Leben und Wirken
Danica Seleskovitch wurde als Kind einer dem nordfranzösischen Bürgertum entstammenden Mutter und eines serbischen Vaters, Philosoph aus einer langen Reihe jugoslawischer Intellektueller, in Paris geboren. Mit vier Jahren verlor sie ihre Mutter  und richtete nun ihre ganze Liebe auf den Vater und die Großmutter mütterlicherseits, bei der sie fortan zusammen mit ihrem älteren Bruder Zoran aufwuchs, bis der Vater beide im Jahr 1931 nach Berlin holte, wo er – inzwischen wiederverheiratet – an der Universität lehrte. Ihre gesamte höhere Schulbildung erhielt sie somit in Deutschland. Nach dem Ausbruch des Krieges 1939 zog sie mit ihrer Familie nach Belgrad und blieb dort bis 1945. Dann  gelang ihr mit einem Stipendium der französischen Regierung die Rückkehr nach Paris, um dem kommunistischen Tito-Regime zu entkommen.
Danica Seleskovitch beherrschte von Kindheit an drei Sprachen: ihre Muttersprache Französisch (in der Familie wurde immer Französisch gesprochen), Deutsch (das sie wie eine Deutsche sprach) und Serbokroatisch (die Sprache ihres Vaters). Als Heranwachsende erwarb sie gute Englischkenntnisse, die sie während eines längeren Aufenthalts in den Vereinigten Staaten ab 1950 weiter perfektionierte.
1946 nach Paris zurückgekehrt, studierte sie an der Sorbonne parallel Deutsch und Englisch und schloss beide Fächer nach drei Jahren erfolgreich mit der Licence ab. Anschließend meldete sie sich für die Agrégation (staatliches Auswahlverfahren für Lehrer an höheren Schulen) an, musste dieses Studium aber mangels finanzieller Mittel nach kurzer Zeit aufgeben; das Stipendium der französischen Regierung ging zu Ende, und ihr Vater in Jugoslawien war nicht in der Lage, sie finanziell zu unterstützen. Da erfuhr sie von der Existenz einer Konferenzdolmetscher-Ausbildung an der Handelshochschule HEC, die sie 1949/1950 absolvierte.
Als im Frühjahr 1950 ihr Vater starb, hatte sie gerade ihr Konferenzdolmetscher-Diplom bestanden. Sie bewarb sich – mit Erfolg – bei einem Einstellungsverfahren des amerikanischen Außenministeriums in Paris für französischsprachige Dolmetscher zur Begleitung der im Rahmen des Marshallplans organisierten „Produktivitätsmissionen“ in den Vereinigten Staaten; dieses sechswöchige Programm sollte es Franzosen aus unterschiedlichen Bereichen (Gewerkschafter, Unternehmer, Journalisten, Architekten usw.) ermöglichen, die Hintergründe der amerikanischen Produktivität kennenzulernen. Im Frühjahr 1950 brach sie zusammen mit ihrer Großmutter nach Washington auf. Der Aufenthalt in den Vereinigten Staaten dauerte bis 1953.
Nach kurzer Zeit in Frankreich trat Danica Seleskovitch anschließend in Luxemburg eine Stelle als Konferenzdolmetscherin bei der von Jean Monnet und Paul-Henri Spaak initiierten Europäischen Gemeinschaft für Kohle und Stahl (EGKS) an, wo Dolmetscher mit Deutsch gebraucht wurden. In Luxemburg blieb sie – wieder in Begleitung ihrer Großmutter – bis 1955 und kehrte dann endgültig nach Paris zurück. Sie arbeitete nunmehr als Freelance-Konferenzdolmetscherin und trat 1956 dem Internationalen Konferenzdolmetscherverband (AIIC) bei; 1959 bis 1963 war sie Exekutivsekretärin dieser Organisation.
Schon am Anfang ihrer Laufbahn als Konferenzdolmetscherin begann Danica Seleskovitch, sich über die Funktionsweise des Dolmetschens und der Sinnübertragung von einer Sprache in die andere Gedanken zu machen. Ab den 1960er Jahren brachte sie ihre Überlegungen auch zu Papier. Ihr erstes Buch L’interprète dans les conférences internationales, problèmes de langage et de communication wurde 1968 veröffentlicht (unter dem Titel Der Konferenzdolmetscher: Sprache und Kommunikation später auch in deutscher Übersetzung erschienen). 1975 folgte Langage, langues et mémoire, étude de la prise de note en interprétation consécutive, basierend auf ihrer 1973 abgeschlossenen Doktorarbeit, mit einem Vorwort von Jean Monnet. Zusammen mit Marianne Lederer entwickelte sie die „théorie du sens“, die später als Interpretative Übersetzungstheorie (Théorie interprétative de la traduction, abgekürzt TIT) bekannt wurde. Abweichend von der bisher in der Translationswissenschaft vorherrschenden linguistischen Betrachtungsweise geht diese Theorie, gestützt auf Erkenntnisse der Psychologie und der Kognitionswissenschaft (die damals noch in den Anfängen steckte), davon aus, dass die Übersetzungstätigkeit (und natürlich auch das Dolmetschen) darin besteht, eine Aussage, d. h. deren Sinngehalt, zu verstehen und dann das Verstandene in einer anderen Sprache wiederzugeben – unter Berücksichtigung der Sprachebene und stilistischer Effekte des Originals, aber losgelöst vom reinen Wortlaut.
Ab den 1980er Jahren zog sich Danica Seleskovitch zunehmend aus der aktiven Dolmetschpraxis zurück und widmete sich als Leiterin der École supérieure d'interprètes et de traducteurs (ESIT), Université Paris III - Sorbonne Nouvelle, vor allem dem Unterrichten des Dolmetschens und der translationswissenschaftlichen Forschung. Während ihrer Laufbahn in Lehre und Forschung bildete sie zahllose Studenten und Anhänger ihrer Theorie in aller Welt aus, durch die ihr Gedankengut heute weitergetragen wird.
Danica Seleskovitch starb in ihrem 80. Lebensjahr am 17. April 2001 in Cahors.

## Danica-Seleskovitch-Preis
1991 gründeten Kollegen, Freunde und ehemalige Studenten von Danica Seleskovitch die Association pour le Prix Danica Seleskovitch (Vereinigung für den Danica-Seleskovitch-Preis), 2011 umbenannt in Association Danica Seleskovitch. Zweck der Vereinigung laut Artikel 2 der Satzung ist es, „das geistige Werk und die Tätigkeit von D. Seleskovitch fortzuführen, insbesondere durch Vergabe des Danica-Seleskovitch-Preises für besondere Verdienste um den Konferenzdolmetscher-Beruf oder als Auszeichnung für eine herausragende Forschungsarbeit auf dem Gebiet der Translationswissenschaft“. Die Verleihung des Preises erfolgt in der Regel alle zwei Jahre auf Vorschlag einer achtköpfigen Jury.
Liste der Preisträger seit Bestehen des Danica-Seleskovitch-Preises:
| Jahr | Preisträger                                |
| ---- | ------------------------------------------ |
| 1992 | Walter Keiser                              |
| 1994 | Philippe Séro-Guillaume                    |
| 1996 | Gérard Ilg                                 |
| 1999 | Jungwha Sohee Choi                         |
| 2002 | Marianne Lederer                           |
| 2005 | Jennifer Mackintosh und Christopher Thiéry |
| 2007 | Renée Van Hoof-Haferkamp                   |
| 2009 | Miriam Shlesinger                          |
| 2012 | Ingrid Kurz                                |
| 2014 | Christiane Driesen                         |
| 2016 | Myriam de Beaulieu                         |
| 2018 | Luigi Luccarelli                           |
| 2020 | Barbara Moser-Mercer                       |
| 2023 | Ivana Čeňková                              |

## Veröffentlichungen
- L’Interprète dans les conférences internationales. Problèmes de langage et de communication. Minard Lettres Modernes, Paris 1968, ISBN 2256908232.
- Langage, langue et mémoire. Minard Lettres Modernes, Paris 1975, ISBN 225690752X.
- Interpréter pour traduire. Didier Érudition, Paris 1984, ISBN 2864600528.
- Zusammen mit Marianne Lederer: Pédagogie raisonnée de l’interprétation. Didier Érudition, Paris 2002, ISBN 2-86460-640-2.